# Kaliadne
Kaliadne var en najad i grekisk mytologi.  Hon bodde i floden Nilen i Egypten i norra Afrika och var förmodligen dotter till flodguden Neilos.
Kaliadne var gift med kung Aigyptos av Egypten och var mor till tolv av hans femtio söner: Eurylokhos, Phantes, Hermos, Dryas, Perithenes, Potamon, Kisseus, Lixos, Bromios, Imbros, Polyktor och Khthonios.
Hennes syster Polyxo hade tolv döttrar, kallade danaiderna, som gifte sig med hennes tolv söner. Alla döttrarna, utom Hypermestra, dräpte sina män under bröllopsnatten.